# Bank Austria
UniCredit Bank Austria är Österrikes största bank och sedan 2007 en del av italienska UniCredit Group.
Bank Austria bildades 1991 och noterades på Wienbörsen senare under 1990-talet. 2000 köptes Bank Austria upp av den bayerska banken HypoVereinsbank (HVB), och i februari året efter avnoterades aktien från börsen. År 2002 fusionerades Bank Austria med Creditantalt-Bankverein och banken fick namnet Bank Austria Creditanstalt. Detta namn hade den fram tills april 2008.